# 星虫动物纲
星虫动物（学名：Sipuncula或Sipunculida）是一類蠕蟲狀、不分節的海洋底栖动物，棲地及生活方式与螠类相似。根據不同的分類或估計方式，現時的星虫物種從144到300种不等，比較知名的物種有土钉虫和方格星虫。星蟲動物的學名的意思是「小型的虹管」。
星虫动物最初被認為是动物界的一个門，現時學界基於分子生物學的研究，將星蟲動物重分類為環節動物門之下的一個綱。。

## 分類
本綱物種在支序生物學的位置過往也問題多多。最初被歸類為環節動物門，儘管這些物種完全沒有環節、剛毛（bristles）或其他環節動物的特徵。後來本綱跟軟體動物門連繫，主要是基於其發育與幼體的特徵。
現時這兩個門跟紐形動物門及其他兄弟分類元共同組成冠輪動物總門 （Lophotrochozoa）。種系發生學研究基於79核糖体蛋白质（ribosomal protein）認為星蟲動物門是環節動物門之下的成員，其後對其物種的線粒體的DNA分析，確認了本分類跟吸口虫纲（Myzostomida）及环节动物门（包括螠虫目及鬚腕科）的親密關係。另外，有證據顯示星蟲動物在早期幼蟲階段時，其基本神經分割跟其他環節動物很相似，儘管這些特徵在牠們成長後都消失了。
以下詳列星蟲動物最普及的分類：
- 革囊星虫亞纲(Phascolosomatidea)
  - 盾管星虫目(Aspidosiphoniformes)
    - 盾管星虫科(Aspidosiphonidae)

  - 革囊星虫目(Phascolosomatiformes)
    - 革囊星虫科(Phascolosomatidae)
- 方格星虫亞纲(Sipunculidea)
  - 戈芬星虫目(Golfingiiformes)
    - 戈芬星虫科(Golfingiidae)
    - 倭革囊星虫科(Phascolionidae)
    - 枝触星虫科(Themistidae)
    - 方格星虫科(Sipunculidae)

## 食用

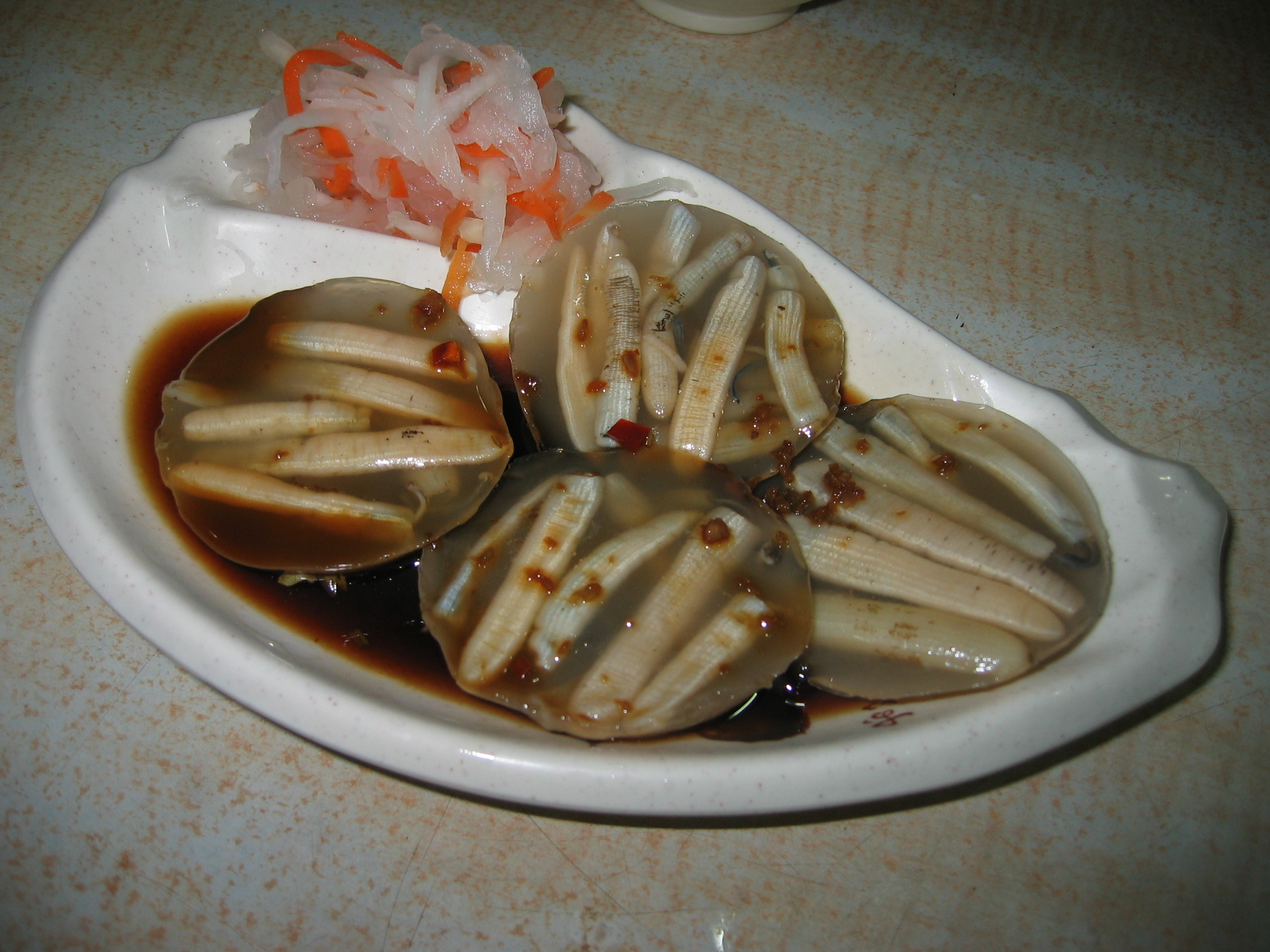
福建的土筍凍
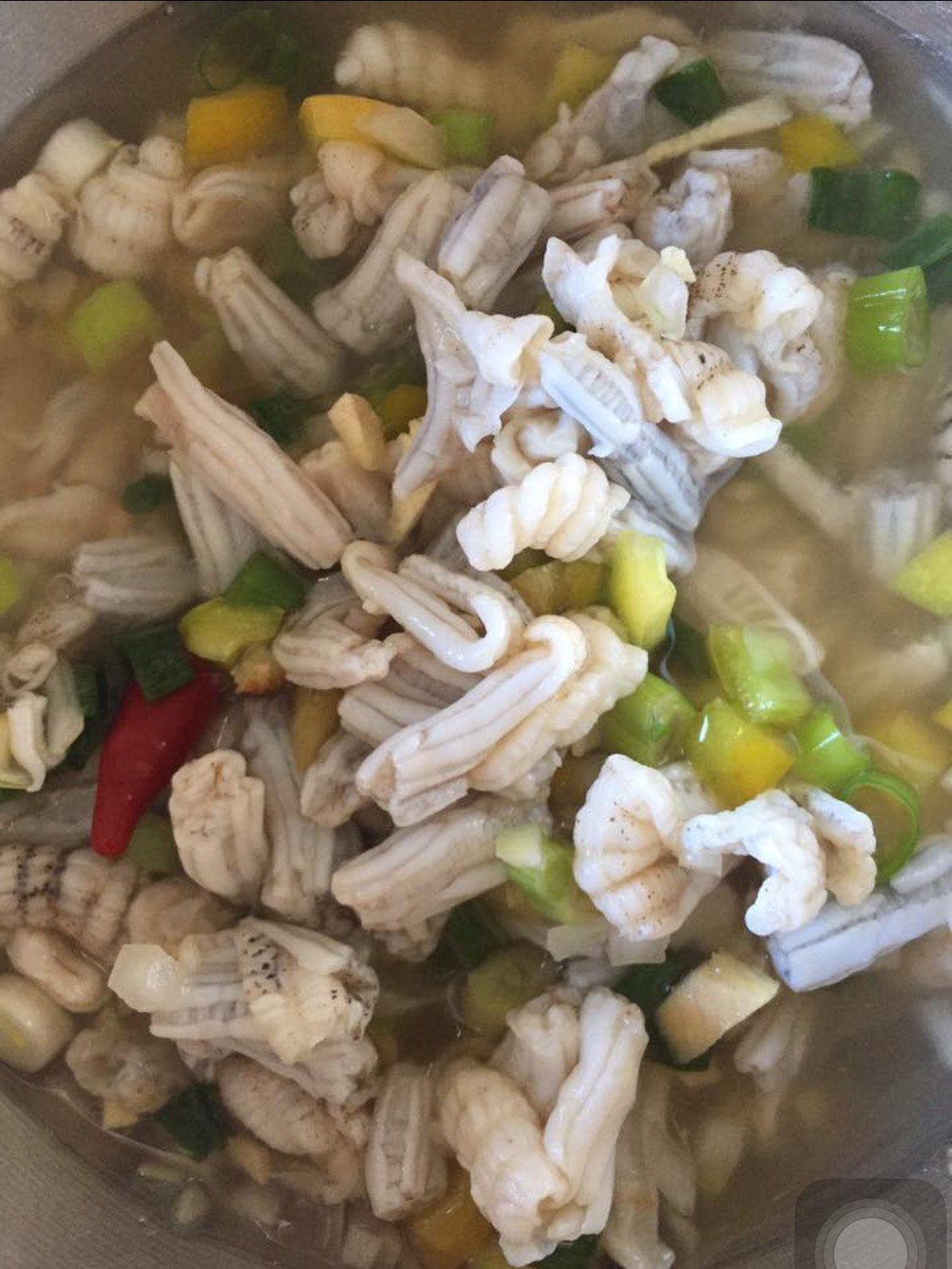
菲律賓宿霧的醃星蟲肉

部分种类可食用。以沙虫为原料制作的菜肴，在台湾與中華人民共和國的福建、广东、广西和海南等地沿海均有分布，是著名海鲜之一。海上絲綢之路的起點泉州著名小吃土筍凍即由可口革囊星蟲（Phascolosoma esculenta）製成。這道菜亦隨着海上絲綢之路傳往沿途的地方，例如：菲律賓的米沙鄢地區，但烹調方法有點不同。在菲律賓，當地人會把星蟲的肉清潔好，再以做檸汁醃魚生的方式把星蟲肉泡在醋和香料內。

## 外部連結
- Introduction to the Sipuncula, by UCMP （页面存档备份，存于）
- Sipuncula in Tree of Life web project